# جو ماكونيل
جو ماكونيل (بالإنجليزية: Joe McConnell)‏ هو معلق رياضي أمريكي، ولد في 10 مارس 1939، وتوفي في 8 أبريل 2018.